# Nothocastoreum
Nothocastoreum är ett släkte av svampar. Nothocastoreum ingår i familjen Mesophelliaceae, ordningen Hysterangiales, klassen Agaricomycetes, divisionen basidiesvampar och riket svampar.
|                | Castoreum                                  |
|                |                                            |
|                | Chondrogaster                              |
|                |                                            |
|                | Mesophellia                                |
|                |                                            |
|                | Andebbia                                   |
|                |                                            |
|                | Gummiglobus                                |
|                |                                            |
|                | Gummivena                                  |
|                |                                            |
|                | Malajczukia                                |
|                |                                            |
| Nothocastoreum | \| \| Nothocastoreum cretaceum \| \| \| \| |
|                | \| \| Nothocastoreum cretaceum \| \| \| \| |
|                | Nothocastoreum cretaceum                   |
|                |                                            |

|  | Nothocastoreum cretaceum |
|  |                          |